# ادگاردو توتی
ادگاردو توتی (انگلیسی: Edgardo Toetti; ۱۰ ژوئیهٔ ۱۹۱۰ – ۲ ژوئن ۱۹۶۸) ورزشکار دو و میدانی اهل ایتالیا بود.
وی در مسابقات کشوری و بین‌المللی در مجموع برندهٔ ۱ مدال برنز شده‌است.